# مرسيدس ألونسو غارسيا
مرسيدس ألونسو غارسيا (من مواليد 10 ديسمبر 1964) سياسية إسبانية من الحزب الشعبي. شغلت منصب عمدة إلتشي خلال الفترة من 2011 حتى 2015.

## السيرة الشخصية
ولدت ألونسو في 10 ديسمبر 1964 في كورتيس دي بازا في مقاطعة غرناطة. تخرجت بدرجة في القانون من جامعة أليكانتي. انضمت إلى حزب تحالف الشعب منذ عام 1982. عملت ألونسو كمستشارة لبلدية إلتشي منذ عام 1991، وكذلك نائبة مقاطعة أليكانتي، والمسؤولة عن النساء والشباب من 1995 إلى 1999. كانت نائبة رئيس الوفد مقاطعة اليكانتي ونائب المتحدث الرسمي منذ يوليو 2007.
خدمت كنائب لأليكانتي خلال المجلس التشريعي السادس لكورتس فالنسيان وبنفس التحديد في المجلس التشريعي التاسع لكورتيس جنراليس. في عام 2011 أصبحت ألونسو أول امرأة تتولى رئاسة بلدية إلتشي منهية بذلك 32 عامًا على التوالي من حكومة حزب العمال الاشتراكي الإسباني.